# Lijst van voetbalinterlands Algerije - Kenia
Deze lijst van voetbalinterlands is een overzicht van alle officiële voetbalwedstrijden tussen de nationale teams van Algerije en Kenia. De landen hebben tot op heden acht keer tegen elkaar gespeeld. De eerste ontmoeting was een kwalificatiewedstrijd voor de Afrika Cup 1978 in Algiers op 18 september 1977. Het laatste duel, een groepswedstrijd tijdens de Afrika Cup 2019, werd gespeeld op 23 juni 2019 in Caïro (Egypte).

## Wedstrijden
| № | Plaats        | Datum             | Competitie                   | Wedstrijd        | Uitslag |
| - | ------------- | ----------------- | ---------------------------- | ---------------- | ------- |
| 1 | Algiers       | 18 september 1977 | Afrika Cup 1978 kwalificatie | Algerije − Kenia | 4 − 1   |
| 2 | Nairobi       | 2 oktober 1977    | Afrika Cup 1978 kwalificatie | Kenia − Algerije | 2 − 1   |
| 3 | Nairobi       | 4 augustus 1985   | Afrika Cup 1986 kwalificatie | Kenia − Algerije | 0 − 0   |
| 4 | Algiers       | 18 augustus 1985  | Afrika Cup 1986 kwalificatie | Algerije − Kenia | 3 − 0   |
| 5 | Nairobi       | 2 juni 1996       | WK 1998 kwalificatie         | Kenia − Algerije | 3 − 1   |
| 6 | Algiers       | 14 juni 1996      | WK 1998 kwalificatie         | Algerije − Kenia | 1 − 0   |
| 7 | Dar es Salaam | 28 september 1997 | Vriendschappelijk            | Algerije − Kenia | 0 − 1   |
| 8 | Caïro         | 23 juni 2019      | Afrika Cup 2019              | Algerije − Kenia | 2 − 0   |

## Samenvatting
| Competitie              | Totaal gespeeld | Winst Algerije | Gelijk | Winst Kenia | Doelsaldo Algerije – Kenia |
| ----------------------- | --------------- | -------------- | ------ | ----------- | -------------------------- |
| WK-kwalificatie         | 2               | 1              | 0      | 1           | 2 − 3                      |
| Afrika Cup              | 1               | 1              | 0      | 0           | 2 − 0                      |
| Afrika Cup-kwalificatie | 4               | 2              | 1      | 1           | 8 − 3                      |
| Vriendschappelijk       | 1               | 0              | 0      | 1           | 0 − 1                      |
| Totaal                  | 8               | 4              | 1      | 3           | 12 − 7                     |

Wedstrijden bepaald door strafschoppen worden, in lijn met de FIFA, als een gelijkspel gerekend.